# Carex stenocarpa
Carex stenocarpa là một loài thực vật có hoa trong họ Cói. Loài này được Turcz. ex V.I.Krecz. mô tả khoa học đầu tiên năm 1935.